# Campo Morado, Guerrero
Campo Morado är en ort i Mexiko.   Den ligger i kommunen General Heliodoro Castillo och delstaten Guerrero, i den södra delen av landet, 230 km sydväst om huvudstaden Mexico City. Campo Morado ligger 1 226 meter över havet och antalet invånare är 554.
Terrängen runt Campo Morado är bergig åt nordväst, men åt sydost är den kuperad. Campo Morado ligger nere i en dal. Runt Campo Morado är det ganska glesbefolkat, med 21 invånare per kvadratkilometer. Campo Morado är det största samhället i trakten. I omgivningarna runt Campo Morado växer huvudsakligen savannskog.